# 7531 Pecorelli
7531 Pecorelli este un asteroid din centura principală de asteroizi.

## Descriere
7531 Pecorelli este un asteroid din centura principală de asteroizi. A fost descoperit pe 24 septembrie 1994 la observatorul astronomic Santa Lucia din Stroncone. Asteroidul prezintă o orbită caracterizată de o semiaxă mare de 2,34 ua, o excentricitate de 0,12 și o înclinație de 3,6° în raport cu ecliptica.